# NFL最優秀アシスタントコーチ賞
NFL最優秀アシスタントコーチ賞（エヌエフエルさいゆうしゅうアシスタントコーチしょう、英語: Associated Press NFL Assistant Coach of the Year Award）は、NFL（ナショナル・フットボール・リーグ）において、その年のシーズンで最も優れた働きをしたアシスタントコーチに贈られる賞。2014年シーズン以来、毎年AP通信によって選出されている。AP通信の賞はNFL公式の賞として扱われており、NFLの年間授賞式であるNFLオナーズにて発表される。

## 受賞者
| シーズン | コーチ                 | 担当                 | チーム                   | 成績 | ref   |
| -------- | ---------------------- | -------------------- | ------------------------ | ---- | ----- |
| 2014     | トッド・ボウルズ       | 守備コーディネーター | アリゾナ・カージナルス   | 11-5 | [ 1 ] |
| 2015     | ウェイド・フィリップス | 守備コーディネーター | デンバー・ブロンコス     | 12-4 | [ 2 ] |
| 2016     | カイル・シャナハン     | 攻撃コーディネーター | アトランタ・ファルコンズ | 11-5 | [ 3 ] |
| 2017     | パット・シュルマー     | 攻撃コーディネーター | ミネソタ・バイキングス   | 13-3 | [ 4 ] |
| 2018     | ビック・ファンジオ     | 守備コーディネーター | シカゴ・ベアーズ         | 12-4 | [ 5 ] |
| 2019     | グレッグ・ローマン     | 攻撃コーディネーター | ボルチモア・レイブンズ   | 14-2 | [ 6 ] |
| 2020     | ブライアン・デイボール | 攻撃コーディネーター | バッファロー・ビルズ     | 13-3 | [ 7 ] |
| 2021     | ダン・クイン           | 守備コーディネーター | ダラス・カウボーイズ     | 12-5 | [ 8 ] |